# Giro del Veneto 2007
Il Giro del Veneto 2007, settantanovesima edizione della corsa e valida come evento dell'UCI Europe Tour 2007 categoria 1.HC, si svolse il 1º settembre 2007 su un percorso di 199,8 km. Fu vinto dall'italiano Alessandro Bertolini che terminò la gara in 5h15'00", alla media di 38,057 km/h.
Partenza con 124 ciclisti, dei quali 72 portarono a termine il percorso.

## Ordine d'arrivo (Top 10)
| Pos. | Corridore             | Squadra       | Tempo    |
| ---- | --------------------- | ------------- | -------- |
| 1    | Alessandro Bertolini  | Diquigiovanni | 5h15'00" |
| 2    | Florian Stalder       | Volksbank     | s.t.     |
| 3    | Daniele Nardello      | LPR           | s.t.     |
| 4    | Dario Cataldo         | Liquigas      | s.t.     |
| 5    | Luca Mazzanti         | Panaria       | s.t.     |
| 6    | Christian Pfannberger | ELK Haus      | s.t.     |
| 7    | Pavel Brutt           | Tinkoff       | s.t.     |
| 8    | Paolo Bailetti        | LPR           | s.t.     |
| 9    | Mychajlo Chalilov     | Cer. Flaminia | s.t.     |
| 10   | Alessandro Bertuola   | Tenax         | s.t.     |